# 岡崎武志
岡崎 武志（おかざき たけし、1957年3月28日 - ）は、大阪府枚方市出身のフリーライター、書評家。「SUMUS」同人。
大阪府立守口高等学校卒業。2浪の後、立命館大学二部文学部日本文学科に入学。卒業後、高校の国語講師になるが、1990年に退職して上京。なお、上京前に雑誌『鳩よ!』で4コマ漫画の連載をしていたこともある。編集者を経てライターになった。「SUMUS」編集長の山本善行は高校時代の同級生である。
古本や古本屋に関する著作が多い。「神保町系ライター」「均一台小僧」を自称する。『ダ・ヴィンチ』書評欄などに連載を持つ。
庄野潤三を愛読し、野呂邦暢や佐藤泰志などの作家の再評価をしている。
2023年からYouTubeチャンネル「岡崎武志OKATAKEの放課後の雑談チャンネル」を配信開始した。

## 著作
- 『文庫本雑学ノート』（ダイヤモンド社、1998）
- 『古本めぐりはやめられない』（東京書籍、1998）
- 『古本病のかかり方』（東京書籍、2000→ちくま文庫、2007）
- 『古本屋さんの謎』（同朋舎、2000）
- 『文庫本雑学ノート 〈2冊目〉』（ダイヤモンド社、2000）
- 『古本でお散歩』（ちくま文庫、2001）
- 『古本極楽ガイド』（ちくま文庫、2003）
- 『本屋さんになる！─書店・古書店を独立開業するためのアイデアとノウハウ』（メタローグ、2004）
- 『古本生活読本』（ちくま文庫、2005）
- 『気まぐれ古書店紀行 1998→2005』（工作舎、2006）
- 『読書の腕前』（光文社新書、2007→光文社知恵の森文庫、2014）
- 『ベストセラーだって面白い』（中央公論新社、2008）
- 『女子の古本屋』（筑摩書房、2008→ちくま文庫、2011）
- 『昭和三十年代の匂い』（学研新書、2008→ちくま文庫、2013）
- 『雑談王 岡崎武志バラエティ・ブック』（晶文社、2008）
- 『太宰萌え 入門者のための文学ガイドブック』（毎日新聞社、2009）
- 『あなたより貧乏な人』（メディアファクトリー、2009→「貧乏は幸せのはじまり」 ちくま文庫、2014）
- 『古本道入門─買うたのしみ、売るよろこび』（中公新書ラクレ、2011→中公文庫、2017.2）
- 『ご家庭にあった本─古本で見る昭和の生活』（筑摩書房、2012→ 改題「古本で見る昭和の生活」ちくま文庫、2017.12）
- 『上京する文学　漱石から春樹まで』（新日本出版社、2012→ちくま文庫、2019.10）
- 『蔵書の苦しみ』（光文社新書、2013→光文社知恵の森文庫、2017.10）
- 『気まぐれ古本さんぽ』（工作舎、2015）
- 『ここが私の東京』（扶桑社、2016→ちくま文庫、2023.1）
- 『読書で見つけた こころに効く「名言・名セリフ」』(光文社知恵の森文庫、2016）
- 『気がついたらいつも本ばかり読んでいた』（原書房、2016）
- 『人生散歩術─こんなガンバラナイ生き方もある』（芸術新聞社、2017→『人生の腕前』光文社文庫、2023.10）
- 『人と会う力』（新講社、2018）
- 『これからはソファーに寝ころんで』（春陽堂書店、2019）
- 『ドク・ホリディが暗誦するハムレット　オカタケのお気軽ライフ』（春陽堂書店、2021）
- 『憧れの住む東京へ』（本の雑誌社、2023.1）
- 『古本大全』（ちくま文庫、2024.1）、新編選集
- 『昨日も今日も 古本さんぽ 2015-2022』（盛林堂ミステリアス文庫、2024.1）、単行判
- 『ふくらむ読書』（春陽堂書店、2024.5）

### 共著・編著
- 『ニッポン文庫大全』紀田順一郎・谷口雅男監修、茂原幸弘共編（ダイヤモンド社、1997）
- 『古本道場』（角田光代と共著、ポプラ社、2005→ポプラ文庫、2008）
- 『書肆アクセスという本屋があった 神保町すずらん通り1976‐2007』（柴田信・安倍甲と共編、右文書院、2007）
- 『新・文学入門 古本屋めぐりが楽しくなる』（山本善行と共著、工作舎、2008）
- 『古本検定』（編、朝日新聞出版、2009）
- 『夕暮の緑の光　野呂邦暢随筆選』（編・解説、みすず書房〈大人の本棚〉、2010）
- 『親子の時間　庄野潤三小説撰集』（編・解説、夏葉社、2014）
- 『上京小説傑作選』（編・解説、中公文庫 2023）
- 『駄目も目である　木山捷平小説集』（編・解説、ちくま文庫、2024）

## 出演番組
- 森本毅郎・スタンバイ!（TBSラジオ）
- NHK週刊ブックレビュー、(NHK衛星第2テレビ)ゲスト書評家としても不定期出演中
- ピース又吉の活字の世界（ニッポン放送）